# Marguerite De Riemaecker-Legot
 (décembre 2021).
Si vous disposez d'ouvrages ou d'articles de référence ou si vous connaissez des sites web de qualité traitant du thème abordé ici, merci de compléter l'article en donnant les références utiles à sa vérifiabilité et en les liant à la section « Notes et références ».
Marguerite De Riemaecker-Legot, née Marguerite Victorine Zéphirine Anne Legot, le 9 mars 1913 à Oudenaarde, et morte le 7 mai 1977 à Bruxelles, est une femme politique belge sociale-chrétienne.
Elle occupe, de 1965 à 1968, le poste de ministre de la Famille et du Logement, au sein des gouvernements Harmel et Vanden Boeynants I, étant ainsi la première femme ministre belge. En 1974, elle est nommée ministre d'État, étant ainsi la première femme ministre d'État.

## Biographie
Marguerite Legot est née le 9 mars 1913 à Oudenaarde, en Flandre-Orientale, elle fait ses études primaires chez les « sœurs Bernardines ». Elle suit les humanités gréco-latines au « nouveau bois » à Gand et c’est ensuite à l’université de Gand qu’elle suivra des études de droit. Elle sera secrétaire de la sénatrice Maria Baers, stagiaire au barreau de Bruxelles et chargée de cours de droit civil et constitutionnel à l'École sociale de la rue de la Poste à Schaerbeek actuellement ISFSC et cela jusqu’en 1946.
Le 7 mai 1938, elle épouse Jules De Riemaecker, ingénieur chimiste agricole. Ils ont deux fils.
En 1945, elle est nommée attachée de cabinet du ministre des victimes de guerre, Henri Pauwels et en même temps commissaire d’État auprès ce même ministère. Pour les élections de 1946, le PSC-CVP est à la recherche de jeunes recrues dynamiques pour sa liste électorale. Après de longues hésitations et les encouragements de son mari et de Maria Baers, elle accepte d’y figurer. Lors de ces élections, le 17 février 1946, le PSC-CVP fait un très bon score avec plus d’un million de voix sur 2.5 millions d’électeurs (exclusivement masculins). Il dispose de 92 sièges au Parlement et elle est élue : elle devient ainsi la première femme députée CVP de l’arrondissement de Bruxelles à la Chambre des Représentants.
Elle fait partie des trois femmes élues lors du scrutin de 1946, alors que les femmes n'ont pas encore le droit de vote à cette élection.
En décembre 1946, elle a son premier fils, qui reçoit, pour la circonstance, les initiales du CVP pour ses prénoms : Christian Vincent Paul.
Elle s’attaque aux problèmes auxquels elle a été confrontée en tant que jeune juriste et jeune femme. Ainsi le 15 octobre 1946, elle rapporte le projet de loi « autorisant la femme à exercer la profession d’avoué », en mars 1947 elle rapporte un projet de loi « autorisant la femme à exercer les fonctions d’avocat à la cour de cassation », et un autre concernant « l’accès des femmes à la magistrature ». En décembre 1949, elle dépose un projet de loi « visant à assurer l’égalité de l’homme et de la femme dans le droit d’accéder aux fonctions publiques ».
Elle défendra également les droits des femmes, comme membre de la commission d’étude pour la révision du code civil en mai 1948 concernant les devoirs et droits mutuels des époux. Elle cosignera aussi la proposition de loi du CVP reconnaissant ne droit de vote aux femmes égal à celui des hommes. En mars 1947, elle dépose un projet de loi qui aboutira à l’ouverture de la Caisse d’Épargne prénuptiale, en juin 1950 elle dépose un projet de loi concernant l’exercice de la puissance paternelle, un second concernant la modification de l’art. 266bis du code civil en matière de divorce, un troisième concernant la modification de l’art. 311bis du code civil en matière de séparation de corps et de biens et enfin, elle rapporte un projet de loi concernant la modification de l’art 1444 du code civil en matière de séparation de biens. En juin 1954, elle dépose un projet de loi visant à la création de l’Institut national d’Études familiales et démographiques. 
Elle participe activement aux discussions concernant les allocations familiales en rapportant le projet de loi modifiant la loi du 4 août 1930 en matière d’allocations familiales pour les salariés. En 1948, elle devient vice-présidente du Conseil Supérieur de la Famille et présidente de la section économique et sociale du même conseil.
Ses efforts pour améliorer la place de l’enfant dans la société ainsi que la protection de la jeunesse n’ont pas été des moindres.
C’est ainsi qu’en juillet 1947 elle rapporte le projet de loi concernant la légitimation des enfants dont les parents ont contracté mariage à l’étranger pendant la guerre.
En mai 1949, elle rapporte un projet de loi visant à l’élargissement du champ d’application de la loi du 15 mai 1912 concernant la protection de la jeunesse. En mai 1952, elle rapporte un projet de loi sur la préservation morale de la jeunesse. En février 1957, elle rapporte un projet de loi modifiant la loi sur le travail des femmes et des enfants. En mars 1962, elle dépose un projet de loi concernant la création d’une « Police Spéciale de la Jeunesse ». En mars 1970, elle dépose un projet de loi pour la création du « Fonds National pour la protection de la jeunesse ». Le 26 janvier 1965, elle rapporte le projet de loi relatif à l’adoption déposé par Pierre Harmel. Elle participe aux discussions concernant l’enfance délinquante (1957) et la protection de l’enfance (1958 & 1962). Elle est aussi présidente du centre de contact avec la jeunesse au CVP. Elle est également très active dans l’amélioration de la politique sociale. Elle est à la base d’une série d’amendements à la proposition de loi modifiant la loi du 10 mars 1900 concernant le contrat de travail (1951), au projet de loi sur la gestion d’organismes d’intérêts publics, de sécurité sociale et de prévention sociale (1960), au projet de loi relatif à la pension de retraite et à la survie des ouvriers et des employés (1962). Elle prend part à une série de discussions concernant la prostitution (1947) et au régime de l’alcool (1957).
Elle rapporte le projet de loi concernant les modifications et compléments à la loi du 7 août 1922 concernant le contrat d’employé, le projet de loi concernant la hausse du plafond salarial pour le calcul des allocations familiales, le projet de loi amendant la loi du 12 juillet 1957 concernant la pension de retraite et de survie des employés
Hormis son travail de parlementaire, elle est en même temps déléguée du gouvernement auprès de l’ONU (1951) et auprès de la Conférence internationale du Travail à Genève de 1951 à 1954.
Le 21 octobre 1953, elle devient la première femme secrétaire de la Chambre, fonction qu’elle occupera jusqu’en 1958, lorsqu’elle devient alors la première femme belge à siéger au Parlement européen à Strasbourg, depuis sa création en 1958 jusqu’en avril 1961. Pour des motifs familiaux elle quitte Strasbourg et redevient Secrétaire de la Chambre de 1961 à 1966. Le 27 juillet 1965, elle devient la première femme ministre en Belgique. Elle fait passer un projet de loi, le 22 février 1967, « en vue d’encourager l’initiative privée à la construction d’habitations sociales et à l’acquisition de petites propriétés terriennes », modifiant ainsi la loi De Taeye du 29 mai 1948.
De retour à la Chambre des Représentants en février 1968, elle rapporte, le 28 mai 1969, une proposition de loi modifiant la loi du 8 avril 1965 relative à la protection de la jeunesse, rédigée conjointement avec M. Terwagne, traitant de la maternité. Le 5 juin 1969, elle rapporte une proposition de loi concernant « les conditions d’admissibilité du divorce par consentement mutuel ». Le 10 mars 1970, elle rapporte un projet de loi créant un « Fonds National pour la protection sociale de la jeunesse ». Le 4 novembre 1970, elle rapporte une proposition de loi modifiant la loi du 8 avril 1965 relative à la protection de la jeunesse en vue de faciliter les poursuites en matière de roulage. Elle participe à une série de discussions portant sur la protection de la jeunesse et le statut de la femme (24 avril 1970), ainsi que sur le contrôle des naissances, l’avortement et l’emploi de contraceptifs (18 mai 1971).
Lors des élections communales d’octobre 1970, elle est élue et devient conseillère communale de la ville de Bruxelles. À la suite de la démission de Mérinette Van den Heuvel le 10 octobre 1971, elle est nommée échevine de l’État Civil et des Cultes de la ville de Bruxelles.
Par l’arrêté royal du 18 octobre 1974, elle est nommée Ministre d’État, devenant ainsi la première femme à accéder à ce titre, qui consacrait en même temps ses 30 années de carrière politique.
Aux élections communales de 10 octobre 1976, elle est réélue et commence un nouveau mandat : cette fois-ci comme Échevine des Travaux publics, de l’Architecture, des Plantations et Jardins. Elle ne finira pas ce mandat car, à la suite d'un cancer contre lequel elle luttera pendant six mois, elle meurt le 7 mai 1977.
Au cours de sa carrière politique elle a accumulé les « premières » :
- Première femme députée du CVP de l’arrondissement de Bruxelles à la Chambre des Représentants.
- Première femme députée du CVP à l’ONU.
- Première femme députée du CVP à la commission Internationale du travail.
- Première femme Secrétaire de la Chambre des Représentants.
- Première femme belge à siéger au Parlement Européen.
- Première femme Ministre en Belgique.
- Première femme Ministre d’État.

Elle repose au cimetière de Laeken.

## Décorations

### Décorations belges
Elle est:
- Grand-croix de l'ordre de Léopold II
- Commandeur de l'ordre de Léopold

### Décoration étrangère
- Grand-cordon de l'ordre du Mérite camerounais[1]

## Commémoration
Une pièce commémorative belge en euros à son effigie est réalisée en 2015.